# 王志雄 (1957年)
王志雄（1957年3月—），男，汉族，江苏盐城人，中华人民共和国政治人物，曾任全国工商联副主席，上海市工商联主席，上海市政协副主席，第十二、十三届全国政协委员。